# 동반 자살
동반자살은 합의에 의하여 공동 자살하는 것이다. 양자 모두 사망한 때에는 문제없으나 한 편이 살아 남았을 때 형법 252조 2항에 따라 처벌할 것이냐에 대하여 통설·판례는 긍정적 견해를 취한다. 공동자살자의 행위가 사망한 자에 대한 자살의 교사·방조에 해당하는 이상 스스로 자살을 시도하였다는 것만으로는 범죄성이 소멸하는 것은 아니기 때문이다. 촉탁 또는 승낙에 의한 살인의 유형에 해당하는 경우도 있을 수 있다. 강제동반자살·위장동반자살, 유아를 동반하는 살해 후 자살 등은 살인죄가 된다.

## 위계·위력에 의한 살인죄
위계·위력에 의한 살인죄(僞計·威力－殺人罪)는 위계 또는 위력으로서 촉탁 또는 승낙을 하게 하거나 자살을 결의하게 하는 죄이다. 살인죄의 예에 의하여 처벌한다(253조). 본죄는 그것이 위계 또는 위력에 의한 것이란 점에서 동의살인 또는 자살교사죄로 될 수 없으며 보통살인 내지 존속살인의 예에 의하게 된다. '위계'는 사람의 부지(不知)·착오를 이용하는 것을 말한다(뒤를 따라 죽을 것을 가장하여 자살하게 하는 행위). '위력'은 사람의 의사를 제압할 수 있는 힘을 말하며, 폭행·협박, 사회적·경제적 지위를 이용하는 것 등이 포함된다. '자살을 결의'하게 하는 것은 단순히 자살을 결심케 하는 것만으로는 불충분하고 자살 실행을 하게 하여야 한다.

## 살인예비·음모죄
살인예비·음모죄(殺人豫備·陰謀罪)는 살인죄(250조) 또는 위계·위력살인죄(253조)를 범할 목적으로 예비 또는 음모하는 죄이다. 10년 이하의 징역에 처한다(255조). 살인의 '예비'라 함은 살인죄를 범하기 위한 준비행위를 하는 것을 말한다. 살인의 의사가 조건부일지라도 본죄의 성립에는 하등 영향이 없으며, 살인의 의사로 결투의 준비를 하는 경우에도 본죄의 성립이 있다고 생각한다. 살인의 '음모'라 함은 2인 이상이 살인의 합의를 하는 것을 말한다. 예비음모를 지나 미수·기수의 단계에 도달하면 본죄는 후자의 죄에 흡수되고 만다. 본죄에 중지범(中止犯)의 규정(26조)이 적용되느냐에 대하여는 문제가 있으나, 이론적으로는 중지범의 규정 준용을 인정하여도 좋다도 본다.